# Armand Lavergne
Pour les articles homonymes, voir Lavergne.
Armand Renaud Lavergne (21 février 1880 à Arthabaska - 5 mars 1935 à Ottawa) est un homme politique et avocat de la province de Québec (au Canada) qui s'est fait connaître, au début du XXe siècle, par ses luttes pour la défense de la langue française. Il a été député nationaliste de 1908 à 1916

## Biographie
Lavergne est né à Arthabaska et descend d'une famille d'avocats proche du Parti libéral. Son père, Joseph Lavergne, député à la Chambre des communes du Canada de 1887 à 1897, était un grand ami de Wilfrid Laurier. Sa mère se nommait Émilie Barthe.
Le jeune Armand fait ses études au collège Sacré-Cœur d'Arthabaska, puis au séminaire de Québec, à l'université d'Ottawa et enfin à l'université Laval. Il devient avocat en 1903 et exerce sa profession à Québec puis à Montmagny. Il est d'abord associé à Alleyn Taschereau avant de fonder son propre bureau. Il est bâtonnier du Barreau de Québec en 1930 et 1931.
Avec Olivar Asselin et Omer Héroux, il est l'un des fondateurs de la Ligue nationaliste en 1903, dont le but est de promouvoir la complète autonomie du Canada face au Royaume-Uni et au reste de l'Empire britannique. Asselin en est le président et Lavergne l'animateur du nouveau mouvement dans la région de Québec.
À l'occasion des élections fédérales de 1904, il accepte l'offre de Wilfrid Laurier de se présenter candidat libéral dans le comté de Montmagny. Il pensait d'abord refuser mais il change d'avis à la suite des conseils de son très influent ami Henri Bourassa. Il devient ainsi le premier membre de la Ligue nationaliste à être élu député.
En février 1907, Lavergne dépose un projet de loi mettant le français et l'anglais sur un pied d'égalité dans la frappe des monnaies et l'administration des Postes. Le projet est bientôt retiré puisqu'il n'a pas l'assentiment du premier ministre Laurier. En mai, Lavergne récidive, demandant cette fois le service en français dans tous les services publics fédéraux.
Il se met bientôt à critiquer le gouvernement, l'accusant de ne pas assez défendre la langue française dans les nouvelles provinces d'Alberta et de Saskatchewan. Laurier n'a plus d'autre choix que d'obliger Lavergne à démissionner.
Aux élections provinciales de 1908, Lavergne et Bourassa se présentent candidats nationalistes et ils sont élus.
Toujours aussi dévoué envers l’émancipation de la langue française au Québec, Lavergne fait voter en juillet 1910 par l'Assemblée législative du Québec son projet de loi amendant le Code civil du Québec, malgré certaines réserves du gouvernement du premier ministre Lomer Gouin. On oblige dorénavant les entreprises de services publics à publier autant en français qu’en anglais leurs communications écrites destinées à leur clientèle. Surnommée « Loi Lavergne », celle-ci devint effectivement la toute première législation linguistique de cette province visant à une plus grande inclusion de la langue française au Québec. Lavergne est réélu lors de l'élection générale québécoise de 1912, toujours dans son comté de Montmagny.
Durant la Première Guerre mondiale, son combat se fait sur deux fronts. D'abord, il s'oppose à la participation du Canada à la guerre. Ensuite, il critique fortement le Règlement 17, que le gouvernement ontarien a fait adopter à la veille de la guerre et qui supprime de facto l'utilisation du français dans les écoles de l'Ontario. Il n'hésite d'ailleurs pas à aller y faire des discours, soutenant les opposants à la loi.
En 1916, il ne se représente pas lors des élections provinciales. En 1917, il s'oppose à la nouvelle loi sur la conscription et va même jusqu'à prôner la désobéissance civile. Il se présente dans son comté de Montmagny aux élections fédérales du 17 décembre mais Laurier décide de lui opposer un candidat car la présence de Lavergne à la Chambre des Communes ne pourrait être, croit-il, qu'une nuisance pour lui et son parti. Lavergne est défait à l'élection.
En 1918, il tente de calmer les manifestants lors de l'émeute de Québec contre l'enrôlement obligatoire. Avant et après l'émeute, il représente devant le tribunal ceux qui tentent de se faire exempter du service militaire.
En 1921, il tente de se présenter comme candidat indépendant dans Montmagny aux élections fédérales, mais il est défait. En 1923, il récidive aux élections provinciales, se présentant contre le député et premier ministre sortant, Louis-Alexandre Taschereau, dans Montmorency. Cette campagne se conclut elle aussi par une défaite.
Par la suite, Lavergne tombe malade, devient handicapé et se retire temporairement de la vie politique. En 1925 et 1926, à la grande surprise de tous, il se présente candidat conservateur dans Montmagny lors des élections fédérales. Il perd cette élection, mais il récidive à l'élection de 1930 et, cette fois, la remporte.
Le nouveau premier ministre, Richard Bennett, le nomme vice-président de la Chambre des Communes, ce qui déçoit quelque peu Lavergne car il espérait un poste de ministre.
En 1932, il appuie le mouvement des Jeunes-Canada, fondé entre autres par les étudiants Pierre Dansereau et André Laurendeau, et demandant plus de français dans les services publics fédéraux.
En octobre 1933, Lavergne donne son soutien à Maurice Duplessis lors du congrès à la chefferie du Parti conservateur du Québec à Sherbrooke.
Armand Lavergne décède d'une pneumonie le 5 mars 1935 à Ottawa à l'âge de 55 ans. Il venait de publier son autobiographie, Trente ans de vie nationale.

## Héritage
Une école de la Commission de services scolaires de Montréal, un centre d'hébergement et de soins de longue durée (CHSLD) et une rue de Montréal ont été nommés après lui.

## Archives
Un fonds d’archives Armand Lavergne est conservé au centre d’archives de Québec de la Bibliothèque et Archives nationales du Québec. Il y a aussi un fonds d'archives famille Armand Lavergne à Bibliothèque et Archives Canada. Le numéro de référence archivistique est R6172.

## Sources
- Ressources relatives à la vie publique :   - Assemblée nationale du Québec
  - Parlement du Canada
- Notices dans des dictionnaires ou encyclopédies généralistes :   - Dictionnaire biographique du Canada
  - L'Encyclopédie canadienne
- Notices d'autorité :   - VIAF
  - ISNI
  - IdRef
- Robert Rumilly, Histoire de la province de Québec